# Kusięta Nowe
Kusięta Nowe – przystanek kolejowy w Kusiętach, w województwie śląskim, w Polsce. Obsługuje lokalny ruch pasażerski do Kielc, Włoszczowy i Częstochowy.

## Ruch pasażerski
| Rok  | Wymiana pasażerska na dobę |
| ---- | -------------------------- |
| 2017 | 10-19                      |
| 2022 | 20-49                      |

Przystanek leży na trasie turystycznego  Szlaku Orlich Gniazd.